# Morten Ørum Pettersen
Morten Ørum Pettersen (25 febbraio 1970) è un ex calciatore norvegese, di ruolo centrocampista.

## Carriera

### Club
Ørum Pettersen debuttò nella 1. divisjon con la maglia dello Start. Esordì il 15 luglio 1990, subentrando a Sjur Eftevåg nella vittoria per 4-0 sul Kongsvinger. Il 26 maggio 1991 arrivò la prima rete, nel successo per 1-3 sul campo dello Strømsgodset.
Nel 1997, passò al Brann. Il debutto con questa casacca fu datato 13 aprile, quando fu schierato titolare nel pareggio per 1-1 sul campo del Rosenborg. Nel 1999 tornò allo Start.

### Nazionale
Ørum Pettersen conta 5 presenze per la Norvegia under 21. Il 5 giugno 1991, infatti, fu in campo nella vittoria per 6-0 contro l'Italia under 21.